# Каран Джохар
Каран Кумар Джохар (справжнє ім'я Рахул Кумар Джохар; нар. 25 травня 1972), часто неофіційно називається КДжо, — індійський режисер і телевізійна особистість, який переважно працює в гіндійському кіно. Він запустив кар'єри кількох успішних акторів під брендом своєї власної студії Dharma Productions. Володар кількох нагород, включаючи дві Національні кінопремії та сім премій Filmfare, його вшановано Падма Шрі, четвертою за значущістю цивільною нагородою країни від уряду Індії в 2020 році.
Син продюсера Яша Джохара, Каран здійснив свій режисерський дебют комедійно-драмою «Все в житті буває» (1998), яка принесла йому Національну кінопремію за кращий популярний фільм, найкращого режисера і найкращого сценарію на премії Filmfare. Його наступні фільми, сімейна драма І в смутку, і в радості (2001) і музично-романтична драма "Кабхі Алвіда На Кехна" (2006), стали великими критичними і комерційними успішностями як на внутрішньому, так і на зарубіжних ринках. Його соціальна драма «Моє ім'я — Хан» (2010) принесла йому другу премію Filmfare за найкращого режисера. Джохар продюсував шпигунський трилер «Разі» (2018) і біографічну стрічку «Шершах» (2021), обидва з яких принесли йому премію Filmfare за найкращий фільм, а останній також приніс йому Національну кінопремію — спеціальну журі (як продюсер). Ці фільми, разом з іншими стрічками, які він виробив під брендом Dharma Productions, встановили його як одного з провідних режисерів-продюсерів в гіндійському кіно.
Джохар також відправився в інші галузі розважальної індустрії. Він веде телевізійне ток-шоу «Кава з Караном», програму знайомств «Що таке кохання!» та радіошоу «Викликайте Карана», і виступав як суддя на конкурсах реальності «Джалак Дікхла Джа» і «Індія має талант».

## Раннє та особисте життя
Джохар народився 25 травня 1972 року в Мумбаї, Індія, у родині кінопродюсера Яша Джохара, засновника Dharma Productions, і Гіроо Джохар. Він має панджабське гінду по батькові і сіндхійське гінду по матері.[7][8] Він навчався в школі Green Lawns High School. У своїй автобіографії «Непідходящий хлопець» Джохар розповідає, що він взяв вступний тест в елітну хлопчачу дошкільну школу «The Doon School» в Дехрадуні, але отримав нуль балів у математиці. Це призвело до того, що тодішній директор Гулаб Рамчандані написав дуже «емоційний лист» матері Джохара, відмовляючи у прийомі. Після школи Green Lawns він навчався в H.R. College of Commerce and Economics, обидві в Мумбаї.
Джохар розпочав свою кар'єру в галузі розважальної індустрії як актор, коли він грав роль Шриканта в телесеріалі «Індрадхануш» на Doordarshan у 1989 році. Як дитина, його вплинули комерційні індійські фільми: він називає своїми натхненнями Раджа Капура, Яша Чопру та Сураджа Барджатью. Протягом певного часу Джохар слідував нумерології, створюючи назви фільмів, в яких перше слово і декілька інших слів у назві починалися з літери «К». Після перегляду фільму 2006 року «Лаге Рахо Мунна Бхай», який критикував нумерологію, Джохар вирішив припинити цю практику.
Говорячи про свою сексуальну орієнтацію, Джохар сказав: «Усі знають, яка моя сексуальна орієнтація. Мені не потрібно це кричати. Я не буду це голосно вимовляти, тільки через те, що я живу в країні, де за це можуть заарештувати». У лютому 2017 року Джохар став батьком близнюків (хлопчика і дівчинки) за допомогою суррогатного материнства. Близнюки народилися в лікарні Масрані в Мумбаї. Джохар назвав свого сина Яш на честь свого батька, а доньку Роохі, переставляючи літери у імені своєї матері Гіроо.

## Кінокар'єра

### Директор
Джохар розпочав свою кар'єру в кінематографії як асистент режисера на фільмі свого кузена Адітії Чопра «Ділвале Дулганія Ле Джайенг» (1995), який вважається відзначним у гіндійському кінематографі. Потім він зробив свій режисерський дебют з романтичною комедією-драмою «Куч Куч Хота Хай» (1998). Перша половина фільму розповідає про кохання в коледжі між безсердечним хлопцем (Шах Рукх Кхан), його хлопчачою подругою (Каджол) та найкрасивішою дівчиною в коледжі (Рані Мукерджі), тоді як друга половина розповідає про спроби тепер вдівця відновити зв'язок зі своєю колишньою подругою, яка зараз заручена з бізнесменом (Салман Кхан). Фільм став великим блокбастером в касових зборах і отримав позитивні відгуки від критиків. Критик Anish Khanna у своєму відгуку для Planet Bollywood зазначив, що «Джохар робить вражаючий режисерський дебют, має гарний сценарій і знає, як робити фільм зі С-Т-И-Л-Е-М». Фільм отримав Національну кінопремію за кращий популярний фільм, і отримав більшість головних нагород на 44-х преміях Filmfare, включаючи кращий фільм, кращого режисера і всі чотири акторські нагороди.
Наступною режисерською роботою Джохара стала сімейна драма «Кабхі Хуші Кабхі Гам…» (2001). У фільмі зіграли Амітабх Баччан як зарозумілий багатий промисловець, Джая Баччан як його співчутлива дружина, а також Шах Рукх Кхан і Хрітік Рошан у ролях їхніх синів. Також у фільмі з'явилися Каджол і Каріна Капур у ролях сестер з менш заможної сім'ї, які стають об'єктами кохання Кхана і Рошана відповідно. Фільм став другим великим блокбастером Джохара в касових зборах і отримав позитивні відгуки від критиків. Критик Таран Адарш зазначив, що Джохар «підтверджує факт, що він є найяскравішим у світі кіно. Сюжет [фільму] простий, але розповідь заслуговує найвищих оцінок».[21] «Кабхі Хуші Кабхі Гам…» приніс Джохару другу номінацію на премію Filmfare за найкращого режисера.
Третьою режисерською роботою Джохара став музично-романтичний фільм «Кабхі Алвіда На Кехна» (2006), який розглядає контроверзну тему подружжєвірності та дисфункціональних відносин, які відбуваються серед нерезидентів Індійців (NRIs) в Нью-Йорку. Сюжет фільму слідує за розпачлим спортсменом (Шах Рукх Кхан), якому не сподобалася його дружина (Прейті Зінта), і в результаті цього він вступає в позакоханість з сімейним другом (Рані Мукерджі), вчителем, яка також незадоволена своїм шлюбом зі своїм дитинством другом (Абхішек Баччан). Фільм став третім поспіль великим блокбастером Джохара в індійських касових зборах і став найприбутковішим індійським фільмом з часів виходу. Він отримав високі позитивні відгуки від критиків, які похвалили Джохара за відхід від стилю режисування своїх перших двох фільмів. Раджів Масанд писав: «Небагато письменників мають такий міцний контроль над своїм сценарієм, як Джохар. Мало хто розуміє інтриги наративу так добре, як він. Джохар переходить від висот до низів, від плато до вершин з легкістю професіонала. Він знає, як зробити здавалося б звичайну сцену особливою всього лише одним рядком діалогу або натяком музики». Сценарій фільму, який був спільно написаний Джохаром, отримав визнання від численних критиків і був запрошений до бібліотеки Академії кіно мистецтва та наук. «Кабхі Алвіда На Кехна» приніс Джохару третю номінацію на премію Filmfare за найкращого режисера.

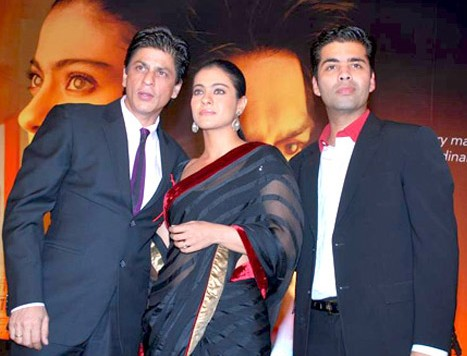
Джохар з Шахрукхом Кханом і Каджол на рекламному заході для My Name Is Khan у 2010 році

Наступним режисерським проектом Джохара стала соціальна драма «Моє ім'я — Хан» (2010), перший його фільм, який він не писав сам. Сюжет розповідає про мусульманина з синдромом Аспергера та його гінду-дружину, яких грали Шах Рукх Кхан і Каджол, які живуть у Сан-Франциско і стикаються з расовою нетерпимістю після подій 11 вересня. Фільм став четвертим поспіль великим блокбастером як на внутрішньому, так і на зарубіжних ринках і отримав від критиків високі відгуки, які похвалили нестандартний стиль режисування Джохара. Критик Субхаш К. Джа писав, що фільм «бездоганний за змістом, тоною та обробкою, як може бути будь-який фільм». «Моє ім'я — Хан» приніс Джохару його другу премію Filmfare за кращого режисера.
Для свого наступного фільму «Студент року» (2012) Джохар вибрав не відомих акторів на головні ролі, а набрав трьох новачків (Сідхарт Малхотра, Алія Бхатт і Варун Даван). Сюжет обертався навколо змагання групи студентів за звання «Студент року» у своєму коледжі. Фільм був помірним комерційним успіхом і отримав змішані відгуки від критиків. Дехто називав його «надзвичайно розважливим і захоплюючим», тоді як інші вважали його «фільмом, який страждає від відсутності сюжету».
Далі Джохар об'єднався з Зойєю Акхтар, Анурагом Кашьяпом і Дібакаром Банерджі для фільму «Бомбейські розмови» (2013), антологійного фільму, випущеного з нагоди столітнього ювілею гіндійського кіно. Кожен з режисерів зняв свій короткий фільм для великої антології. Сюжет фільму Джохара слідував за редакторкою журналу (Рані Мукерджі), яка виявляє, що її чоловік (Рандіп Худа) є геєм після зустрічі з інтерном в своєму офісі (Сакіб Салім). Фільм не виправдав очікувань на касових зборах, але отримав позитивні відгуки від критиків, зокрема захоплення сегментом Джохара.
Наступним режисерським проектом Джохара була музична романтична драма «Ей Діл Хаї Мушкіл» (2016). У фільмі головну роль виконав Ранбір Капур, який долаває некохання до свого найкращого друга, яку виконала Анушка Шарма. Також у фільмі з'явилися Айшварія Рай Баччан в ролі старшої жінки, яка вступає в короткочасний роман з персонажем Капура, та Фавад Хан як об'єкт кохання персонажа Шарми. Фільм виявився п'ятим великим блокбастером Джохара на касових зборах і отримав позитивні відгуки від критиків, які назвали його «найбільш дорослим фільмом Джохара». «Ей Діл Хаї Мушкіл» приніс Джохару його п'яту номінацію на премію Filmfare за кращого режисера.
Джохар знову об'єднався з Зойєю Акхтар, Анурагом Кашьяпом і Дібакаром Банерджі для «Люсьт Сторіз» (2018), антологійного фільму, випущеного на Netflix, що був продовженням «Бомбейських розмов». Фільм був високо оцінений за дослідження жіночої сексуальності, теми, яка рідко зустрічається в індійських фільмах. Сегмент Джохара обертався навколо новоодруженої вчительки (Кіара Адвані), яка не відчуває сексуальної задоволеності від чоловіка (Віккі Каушал).
У серпні 2018 року Джохар повідомив у Twitter про свій наступний фільм «Такхт», історичну драму, яка розгортається в епоху могольського правління. Він повинен був включати ансамбль зірок, таких як Ранвір Сінгх, Каріна Капур, Алія Бхатт, Віккі Каушал, Бхумі Педнекар, Джанві Капур та Аніл Капур. Сценарій написав Суміт Рой, діалоги — Хусейн Хайдрі, а музику склав А. Р. Рахман. Джохар заявив у інтерв'ю для Firstpost, що зйомки фільму «Такхт» почнуться у вересні 2019 року. Однак через пандемію COVID-19 весь проект був відкладений, і Джохар заявив, що він повернеться до нього в майбутньому.
У липні 2021 року було оголошено, що Джохар зрежисує романтичну комедію «Рокі Аур Рані Кі Прем Кахаані». У головних ролях знялися Дхармендра, Джая Баччан, Шабана Азмі, Ранвір Сінгх та Алія Бхатт. Фільм був випущений 28 липня 2023 року і став як критичним, так і комерційним успіхом. Фільм увійшов до числа найбільш прибуткових боллівудських стрічок року.

### Продюсер
Режисерська робота Карана Джохара (з винятком антологійних фільмів "Bombay Talkies, " «Lust Stories» та «Ghost Stories») була вироблена під банером Dharma Productions, яку заснував його батько Яш Джохар і яку він очолив після смерті батька в 2004 році. Окрім власної режисерської роботи, він виробляв кілька фільмів інших режисерів під банером Dharma. Багато з цих фільмів стали великими критичними і комерційними успіхами, включаючи «Серце на долоні» (2003), «Достана» (2008), «Проспи, Сід!» (2009), «Я ненавиджу любовні історії» (2010), «Путь до слави» (2012), «Молодість і бажання» (2013), «2 держави» (2014), «Гумпті Шарма та його дулгунія» (2014), «Капур і Сини» (2016), «Дорого, Зіндагі» (2016), «Бадрінат Кі Дульханія» (2017), «Раазі» (2018), «Сіммба» (2018), «Кесарі» (2019), «Щасливі новини» (2019), «Сураванші» (2021) і «Брахмастра: Частина Перша — Шива» (2022).

## Інша робота
Поміж своєю роботою як асистент режисера на фільмі «Дилвале Дулханія Ле Джайенг» (1995), Джохар також зіграв дрібну роль друга персонажу Шах Рукха Хана в цьому фільмі. З того часу він робив камео-з'яви, граючи самого себе в фільмах, таких як «Ом Шанті Ом» (2007), «Мода» (2008) і «Шанс» (2009).
Свій повноцінний дебют актора він зробив поруч із Ранбіром Капуром і Анушкою Шармою в історичній драмі Анурага Кашьяпа «Бомбей Вельвет» (2015), де він виконав головну злодійську роль. Незважаючи на те, що фільм не вразив касові збори, Джохар отримав певну вдячність за свою гру. Критик Саріта А. Танвар прокоментувала: «Єдина утіха в фільмі — це Каран Джохар, який приносить багато гідності персонажу Кхамбатта… що цінно, оскільки це абсолютно поза його зони комфорту.»[34]

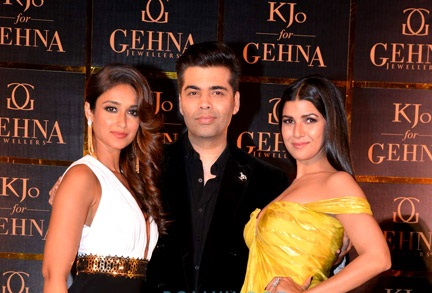
KJo з Ілеаною Д'Крус і Німратом Кауром на лінії «KJo For Gehna»

Джохар також працював як дизайнер костюмів для Шах Рукха Хана в багатьох фільмах, таких як «Дилвале Дулханія Ле Джайенг» (1995), «Діл Ту Пагал Хай» (1997), «Дубльований» (1998), «Мохаббатейн» (2000), «Мейн Хун На» (2004), «Вір-Заара» (2004) і «Ом Шанті Ом» (2007).
Джохар є ведучим шоу «Кофі з Караном», де він інтерв'ює акторів, режисерів, продюсерів та інших важливих учасників індійської кіноіндустрії. Програма виходить з перервами з 2004 року і на липень 2022 року має сім сезонів.[35] З 2012 року він також виступав суддею на реаліті-шоу «Джалак Дікхла Джаа» (разом з Мадхурі Діксіт і Ремо Д'Соуза), «Індія має талант» (разом з Малаїкою Арора Хан, Кірон Кхер і Фарах Хан) та «Суперзірки Індії Наступної» (разом з Рохітом Шетті).[36] У січні 2022 року він виступив суддею у шоу Colors TV «Hunarbaaz: Desh Ki Shaan» разом із Мітуном Чакраборті та Парініті Чопра.[37]
Джохар також є інвестором в рекламно-технологічну компанію Konfluence, яка спеціалізується на маркетингу впливу за допомогою штучного інтелекту. Компанія зібрала попереднє фінансування у розмірі 4 мільйони доларів на 8 лютого 2022 року.[38]

## Фільмографія
| Year | Film                               | Director | Producer | Writer | Notes                                                                                         |
| ---- | ---------------------------------- | -------- | -------- | ------ | --------------------------------------------------------------------------------------------- |
| 1998 | Kuch Kuch Hota Hai                 | Так      |          | Так    | National Film Award for Best Popular Film Providing Wholesome Entertainment 8 Filmfare Awards |
| 2001 | Kabhi Khushi Kabhie Gham...        | Так      |          | Так    | 5 Filmfare Awards                                                                             |
| 2003 | Kal Ho Naa Ho                      |          | Так      | Так    | 2 National Film Awards 8 Filmfare Awards                                                      |
| 2005 | Kaal                               |          | Так      |        |                                                                                               |
| 2006 | Kabhi Alvida Naa Kehna             | Так      | Так      | Так    | 1 Filmfare Award                                                                              |
| 2008 | Dostana                            |          | Так      |        |                                                                                               |
| 2009 | Wake Up Sid                        |          | Так      |        | 3 Filmfare Awards                                                                             |
| 2009 | Kurbaan                            |          | Так      | Так    |                                                                                               |
| 2010 | My Name Is Khan                    | Так      | Так      |        | 3 Filmfare Awards                                                                             |
| 2010 | I Hate Luv Storys                  |          | Так      |        |                                                                                               |
| 2010 | We Are Family                      |          | Так      |        | 1 Filmfare Award                                                                              |
| 2012 | Agneepath                          |          | Так      |        | Remake of Agneepath (1990)                                                                    |
| 2012 | Ek Main Aur Ekk Tu                 |          | Так      |        | 1 Filmfare Award                                                                              |
| 2012 | Student of the Year                | Так      | Так      | Так    | 1 Filmfare Award                                                                              |
| 2013 | Bombay Talkies                     | Так      |          | Так    | Segment: «Ajeeb Dastaan Hai Yeh»                                                              |
| 2013 | Gippi                              |          | Так      |        |                                                                                               |
| 2013 | Yeh Jawaani Hai Deewani            |          | Так      |        |                                                                                               |
| 2013 | Gori Tere Pyaar Mein               |          | Так      |        |                                                                                               |
| 2014 | Hasee Toh Phasee                   |          | Так      |        |                                                                                               |
| 2014 | 2 States                           |          | Так      |        | 2 Filmfare Awards                                                                             |
| 2014 | Humpty Sharma Ki Dulhania          |          | Так      |        |                                                                                               |
| 2014 | Ungli                              |          | Так      |        |                                                                                               |
| 2015 | All India Bakchod Knockout         |          | Так      |        |                                                                                               |
| 2015 | Brothers                           |          | Так      |        |                                                                                               |
| 2015 | Shaandaar                          |          | Так      |        |                                                                                               |
| 2016 | Kapoor &amp; Sons                  |          | Так      |        | 5 Filmfare Awards                                                                             |
| 2016 | Baar Baar Dekho                    |          | Так      |        |                                                                                               |
| 2016 | Ae Dil Hai Mushkil                 | Так      | Так      | Так    | 4 Filmfare Awards                                                                             |
| 2016 | Dear Zindagi                       |          | Так      |        |                                                                                               |
| 2017 | Ok Jaanu                           |          | Так      |        |                                                                                               |
| 2017 | Badrinath Ki Dulhania              |          | Так      |        | 1 Filmfare Award                                                                              |
| 2017 | Ittefaq                            |          | Так      |        |                                                                                               |
| 2018 | Lust Stories                       | Так      |          | Так    | Segment 4                                                                                     |
| 2018 | Raazi                              |          | Так      |        | 5 Filmfare Awards                                                                             |
| 2018 | Dhadak                             |          | Так      |        | 1 Filmfare Award                                                                              |
| 2018 | Simmba                             |          | Так      |        |                                                                                               |
| 2019 | Kesari                             |          | Так      |        |                                                                                               |
| 2019 | Kalank                             |          | Так      |        | 2 Filmfare Awards                                                                             |
| 2019 | Student of the Year 2              |          | Так      |        | 1 Filmfare Award                                                                              |
| 2019 | Drive                              |          | Так      |        |                                                                                               |
| 2019 | Good Newwz                         |          | Так      |        |                                                                                               |
| 2020 | Ghost Stories                      | Так      |          | Так    | Segment 4                                                                                     |
| 2020 | Bhoot — Part One: The Haunted Ship |          | Так      |        |                                                                                               |
| 2020 | Gunjan Saxena: The Kargil Girl     |          | Так      |        |                                                                                               |
| 2021 | Shershaah                          |          | Так      |        | 7 Filmfare Awards                                                                             |
| 2021 | Sooryavanshi                       |          | Так      |        |                                                                                               |
| 2022 | Gehraiyaan                         |          | Так      |        |                                                                                               |
| 2022 | Jugjugg Jeeyo                      |          | Так      |        | 2 Filmfare Awards                                                                             |
| 2022 | <i id="mwAzM">Liger</i>            |          | Так      |        |                                                                                               |
| 2022 | Brahmāstra: Part One — Shiva       |          | Так      |        | 5 Filmfare Awards                                                                             |
| 2022 | Govinda Naam Mera                  |          | Так      |        |                                                                                               |
| 2023 | Selfiee                            |          | Так      |        |                                                                                               |
| 2023 | Rocky Aur Rani Kii Prem Kahaani    | Так      | Так      |        |                                                                                               |
| 2023 | Yodha *                            |          | Так      |        | Filming                                                                                       |
| 2024 | Jigra *                            |          | Так      |        |                                                                                               |
| TBA  | Singham Again *                    |          | Так      |        |                                                                                               |
| TBA  | Bedhadak *                         |          | Так      |        |                                                                                               |

### Акторські ролі
| рік      | плівка                          | Роль                                 | Примітки                                           |
| -------- | ------------------------------- | ------------------------------------ | -------------------------------------------------- |
| 1995 рік | Dilwale Dulhania Le Jayenge     | Монті                                | Повнометражний дебют </br> Також помічник режисера |
| 2003 рік | Кал Хо Наа Хо                   | Customer in the café, немає в титрах |                                                    |
| 2005 рік | Доставка додому: Aapko… Гар Так | себе (камео)                         |                                                    |
| 2006 рік | Алаг                            | себе (камео)                         | у пісні «Сабсе алаг»                               |
| 2007 рік | Салам-е-Ішк                     | себе (голос)                         |                                                    |
| 2007 рік | Ом Шанті Ом                     | себе (камео)                         |                                                    |
| 2008 рік | C Kкомпанія                     | сам/ведучий ігрового шоу (камео)     |                                                    |
| 2008 рік | Мода                            | себе (камео)                         |                                                    |
| 2009 рік | Удача випадково                 | себе (камео)                         |                                                    |
| 2014 рік | Хасі То Фасі                    | Клієнт (камео)                       |                                                    |
| 2015 рік | Шамітабх                        | себе (камео)                         |                                                    |
| 2015 рік | Бомбейський оксамит             | Кайзад Хамбатта                      |                                                    |
| 2015 рік | Шаандаар                        | себе (камео)                         |                                                    |
| 2018 рік | Ласкаво просимо в Нью-Йорк      | Каран/Арджун                         |                                                    |
| 2018 рік | Simmba                          | Танцювальний номер (Cameo)           | у пісні " Aankh Maarey "                           |
| 2019 рік | Хороший Newwz                   | себе (Cameo)                         | у пісні «Chandigarh Mein»                          |

## Критика
Смерть Сушанта Сінгха Раджпута викликала дебати про «непотизм» в індійській кінематографії. Каран Джохар був одним із осіб, яких атакували шанувальники покійного актора за те, що він, за їхніми словами, заохочує «непотизм», граючи дітей відомих боллівудських зірок у своїх фільмах, замість того, щоб надавати шанси новим обличчям індустрії. Каран Джохар був вперше звинувачений у цьому Кангою Ранаут на шоу «Кофі з Караном», але багато членів кінематографічної індустрії встали на його захист.[53] Була подана скарга проти Карана Джохара «у спонуканні» до самогубства Сушанта Сінгха Раджпута.[54]
Джохар відповів на обвинувачення в «непотизмі», говорячи, що його кіностудія представила 21 нових режисера, «З яких я можу сказати, що 16-17 з них не є 'непотизмом'. Вони не з кінематографічної сім'ї або індустрії. Вони абсолютно зовнішні.» Щодо відбору акторів з родин кіноіндустрії, Джохар сказав, «Чому вони не визнають талант деяких акторів з родини? Я вважаю, що вони достатньо талановиті, щоб стати перед камерою і можливо, одне можна сказати, що їм легше отримати доступ, але після цього вони мають довгий шлях перед собою.»[55]